# Депутаты Национального Собрания от департамента Эна

Депутаты департамента Эна по результатам выборов 2024 г.

Депутаты департамента Эна по результатам выборов 2022 г.

Депутаты департамента Эна по результатам выборов 2017 г.

Депутаты департамента Эна по результатам выборов 2012 г.

Депутаты департамента Эна по результатам выборов 2007 г.

|  | Номер округа | Депутат         | Партия                   |
|  | ------------ | --------------- | ------------------------ |
|  | 1            | Николя Драгон   | Национальное объединение |
|  | 2            | Жюльен Див      | Республиканцы            |
|  | 3            | Эдди Кастерман  | Национальное объединение |
|  | 4            | Жозе Борен      | Национальное объединение |
|  | 5            | Жослин Дессиньи | Национальное объединение |

|  | Номер округа | Депутат         | Партия                   |
|  | ------------ | --------------- | ------------------------ |
|  | 1            | Николя Драгон   | Национальное объединение |
|  | 2            | Жюльен Див      | Республиканцы            |
|  | 3            | Жан-Луи Брику   | Разные левые             |
|  | 4            | Жозе Борен      | Национальное объединение |
|  | 5            | Жослин Дессиньи | Национальное объединение |

|  | Номер округа | Депутат       | Партия                  |
|  | ------------ | ------------- | ----------------------- |
|  | 1            | Од Боно       | Вперёд, Республика!     |
|  | 2            | Жюльен Див    | Республиканцы           |
|  | 3            | Жан-Луи Брику | Социалистическая партия |
|  | 4            | Марк Делат    | Вперёд, Республика!     |
|  | 5            | Жак Крабаль   | Вперёд, Республика!     |

|  | Номер округа | Депутат                   | Партия                                 |
|  | ------------ | ------------------------- | -------------------------------------- |
|  | 1            | Рене Дозьер               | Социалистическая партия                |
|  | 2            | Ксавье Бертран Жюльен Див | Союз за народное движение              |
|  | 3            | Жан-Луи Брику             | Социалистическая партия                |
|  | 4            | Мари-Франсуаза Бештель    | Республиканское и гражданское движение |
|  | 5            | Жак Крабаль               | Радикальная левая партия               |

|  | Номер округа | Депутат                      | Партия                    |
|  | ------------ | ---------------------------- | ------------------------- |
|  | 1            | Рене Дозьер                  | Социалистическая партия   |
|  | 2            | Ксавье Бертран Паскаль Грюни | Союз за народное движение |
|  | 3            | Жан-Пьер Баллиган            | Социалистическая партия   |
|  | 4            | Жак Десалангр                | Левая партия              |
|  | 5            | Изабель Вассёр               | Союз за народное движение |